# 瓦恰乡
瓦恰乡（羅馬化：Weche Yëzisi，羅馬化：Waqa Diyur），是中华人民共和国新疆维吾尔自治区喀什地区塔什库尔干塔吉克自治县下辖的一个乡镇级行政单位。

## 行政区划
瓦恰乡下辖以下地区：
库热格村、夏拉夫迭村（Xarofde）、夏布孜喀拉村、昆玉孜村、库尕丹村。